# Ústava z 3. května 1791

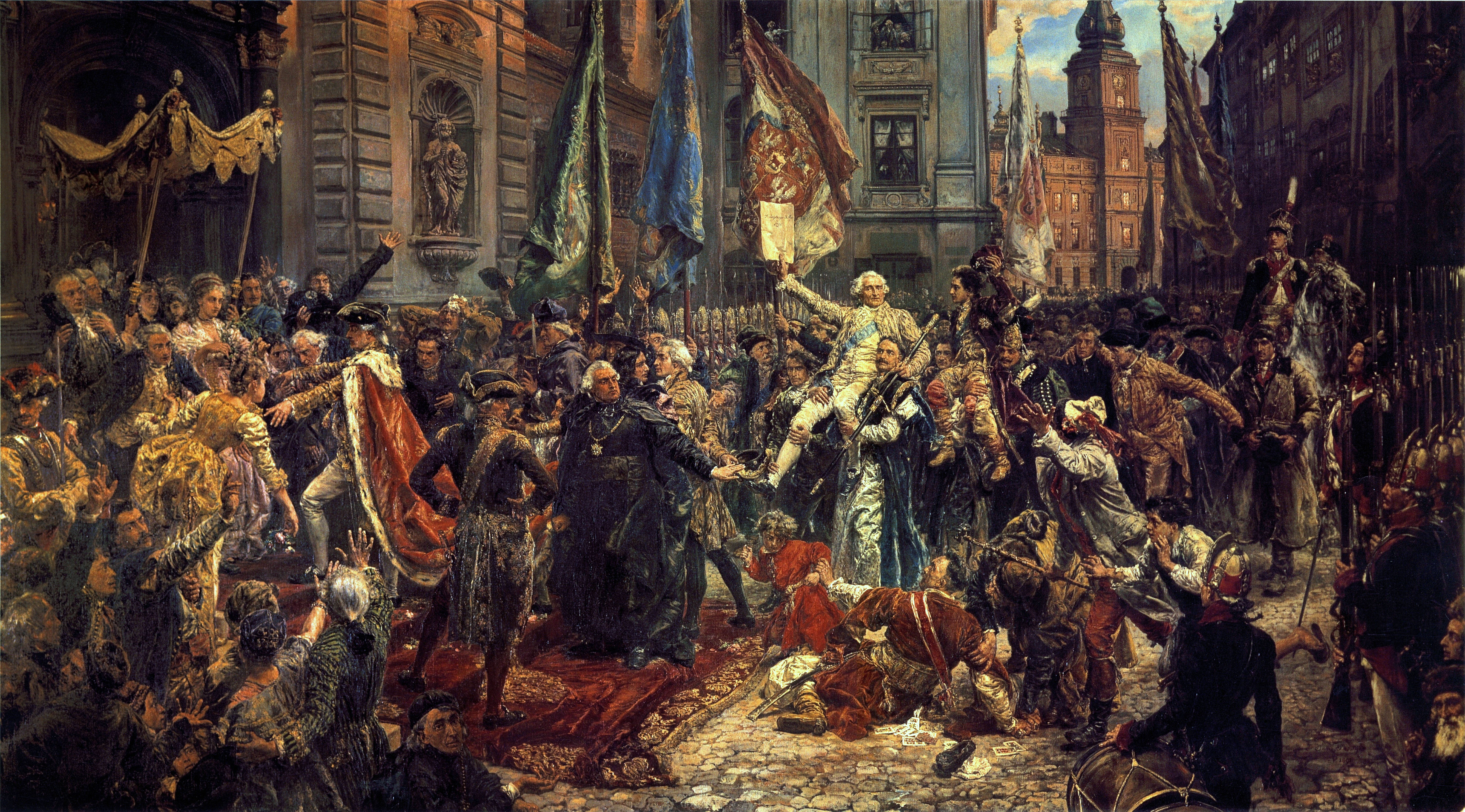
Konstytucja 3 maja - obraz Jana Matejka z roku 1891

Ústava z 3. května 1791 (pol.: Konstytucja 3 maja) byla polská ústava schválená 3. května 1791. Ústava regulovala právní řád Polsko-litevské unie. Ústava se snažila implementovat účinnější konstituční monarchii, zavedla politickou rovnost mezi měšťany a šlechtou a rolníky postavila pod ochranu vlády. Obecně se soudí, že Ústava z 3. května 1791 byla první moderní psanou ústavou v Evropě a druhou ve světě (po americké ústavě z r. 1787).
Ústava byla v platnosti méně než 19 měsíců. Polský Sejm ji v roce 1793 prohlásil za neplatnou. Druhé a třetí dělení Polska (1793, 1795) poté ukončilo polskou suverénní existenci až do konce první světové války v roce 1918.